# Iodtoluole
| Gefahrensymbol |

| Gefahrensymbol |

| Gefahrensymbol |

Die Iodtoluole bilden in der Chemie eine Stoffgruppe, die sich sowohl vom Toluol als auch vom Iodbenzol ableitet. Die Struktur besteht aus einem Benzolring mit angefügter Methylgruppe (–CH3) und Iod (–I) als Substituenten. Durch deren unterschiedliche Anordnung ergeben sich drei Konstitutionsisomere mit der Summenformel C7H7I.